# Polydactylus longipes
Polydactylus longipes är en fiskart som beskrevs av Motomura, Okamoto och Iwatsuki 2001. Polydactylus longipes ingår i släktet Polydactylus och familjen Polynemidae. Inga underarter finns listade i Catalogue of Life.